# Призренски управни округ
Призренски управни округ је управни округ у административном систему Републике Србије, на подручју Аутономне Покрајине Косова и Метохије. Званично седиште округа налази се у граду Призрену, али окружна управа је почевши од 1999. године измештена и потом се налазила у Штрпцу. У том периоду, функцију начелника Призренског округа обављали су: Бранислава Фурјановић (до 2001. године), Братислав Зрнзевић (2001-2006), Сокол Ђорђевић (2006-2008) и Јовица Будурић (од 2008. године).
Призренски управни округ обухвата општине: 
1. Општина Гора, место Враниште
2. Општина Ораховац, место Ораховац
3. Општина Призрен, место Призрен
4. Општина Сува Река, место Сува Река

## Историја
За време Краљевине Србије и Краљевина СХС, постојао је стари Призренски округ (1912-1922), који је био формиран након ослобођења Призрена (1912), а укинут је након спровођења административне реформе којом су уместо дотадашњих округа основане шире области (1922).
Окружна управа обновљена је посебном уредбом, коју је Влада Републике Србије донела 29. јануара 1992. године, а којом је прописан делокруг и начин вођења разних послова државне управе које министарства обављају изван својих седишта, у окрузима као подручним огранцима државне власти. Према тој уредби Призренски округ је поред општина Призрен, Гора, Ораховац и Сува Река обухватала и тадашњу општину Опоље, као и оближњу општину Штрпце, која је већ средином исте године издвојена из састава Приизренског округа и прикључена суседном Косовском округу.
Према уредби Владе Републике Србије из фебруара 2006. године, окрузи мењају име у: управни окрузи.
На подручју Призренског округа налазе се феографске области, односно жупе: Средачка жупа, Сиринићка жупа, Гора, Опоље и Призренски Подгор. Становништво овог региона углавном се бави пољопривредом, а развијена је и прехрамбена, текстилна, фармацеутска и метална грана индустрије. Укупно има 376.085 становника.